# Charlieu
Charlieu est une commune française située dans le département de la Loire, en région Auvergne-Rhône-Alpes.
C'est le chef-lieu du canton de Charlieu.

## Géographie

### Localisation et distances
Charlieu se situe à l'extrême nord du département de la Loire, limitrophe de celui de Saône-et-Loire, à une quinzaine de kilomètres au nord-est de Roanne (distant d'environ vingt minutes en voiture). La commune est à la limite entre le Roannais et le Brionnais.
Charlieu se situe à 82 kilomètres au nord de Saint-Étienne (1h30 en voiture), à 67 km au nord-ouest de Lyon (1h30 en voiture) et à 52 kilomètres au sud-ouest de Mâcon (1h15 en voiture).

### Topographie
La vallée où est situé Charlieu s'appelait autrefois la Vallée Noire parce que, dit un ancien auteur, elle était couverte d'une forêt épaisse, ce n'était pas seulement la vallée qui en était couverte mais aussi les collines environnantes.
Le coteau de Saint-Nizier quant à lui faisait exception car depuis le Moyen Âge il n'a pas cessé de porter la vigne.
La vallée dans laquelle se trouve Charlieu était autrefois entrecoupée de marais formés par les débordements et les irrégularités du cours du Sornin.
Vers la fin du Moyen Âge les marais sont asséchés et la rivière resserrée dans le cours que l'on connaît aujourd'hui laissant place à de vertes pâtures, principalement utilisées par de nombreux troupeaux de vaches.
La rivière du Sornin a porté, suivant les époques, des noms latins très différents. D'après les auteurs de la Gallia Christiana Elle aurait été appelée Somnus, Somna ou Sonna, (nom qui aurait été donné aussi quelquefois à la ville) puis encore Surna et Scorvinus.
Dans la charte de fondation de l'abbaye, qui date de 876, elle est dénommée Scorvinus; au XIVe siècle en 1369 et 1373 et au commencement du XVe siècle en 1412, elle est dénommée Sorneyn et au XVIe siècle en 1558, Sornain qui resta jusqu'à nos jours, ne subissant qu'une modification orthographique.
Le Pont de pierre porte ce nom dès l’année 1432, une rue qui venait y aboutir avait pris le nom de Victus Pontis de Petra. Le pont fut réparé sous le règne d'Henri VI, et élargi sous le règne de Louis-Philippe, il est réparé en 1733 et complètement restauré entre 2010 et 2013.
La terre de Tigny appartenait vers le milieu du XIIIe siècle aux moines de Charlieu après une acquisition auprès d'un bourgeois de Brun.
Quant au pont de Tigny, il est mentionné dans des titres de 1370 mais il est bien plus ancien car son origine est romaine.
Entre l'embouchure du Chandonnois et la route actuelle de Roanne et sur la rive gauche du Sornin se trouvait autrefois une maladrerie appelée Sainte-Marie-Madelaine disparue de nos jours.
En 1484 les hauteurs de Rongefer étaient couvertes de vignes et tout le plateau de la Goutte-du-Charme (anciennement Esgrcay) et du château du Mont était couvert de forêts.
Le château du Mont n'existait plus en 1503 mais fut rebâti en 1594, il abrita une garnison royaliste.
La grange Jobin vient du nom d'un bourgeois de la fin du VIe siècle.
Les Brosses étaient couvertes de bois au XVIe siècle, en 1528 s'y trouvait une maison avec grange, prés, terres et étangs, appartenant à un bourgeois de Charlieu, M. Seurre, Il décida d'hypothéquer sa propriété pour la construction de l’église Saint-Philibert.
Le ruisseau Saint-Nicolas était de grande importance pour la ville de Charlieu se trouvant au nord de la ville, il permettait de remplir les douves de Charlieu.
Avant de s'appeler Saint-Nicolas le ruisseau porte le nom de Boart en 1432 puis Somplain en 1440, dénomination qui lui est encore donnée dans un acte authentique de 1783 contenant un traité entre les moines et Monsieur de La Ronziére au sujet de son cours.
Le nom Saint-Nicolas qui a prévalu vient de la chapelle dédiée à ce saint qui fut construite près de ses rives.
La chapelle quant à elle était tombée en ruine vers 1754.
Les eaux de Saint-Nicolas se mêlant à celles du ruisseau de Bonnard avant d'arriver près des murs de la ville faisaient tourner un moulin qui était appelé Copier, construit en 1630.

### Devise
- « Qu'un Charlieu, qu'un soleil »

### Hydrographie
La commune et le bourg sont traversés par le Sornin qui se jette en rive droite dans la Loire, 3 kilomètres plus à l'ouest. La commune est également traversée par le Bezo qui se jette dans le Sornin, dans la commune à l'est du bourg.

### Communes limitrophes
|                            | Saint-Bonnet-de-Cray (Saône-et-Loire) | Saint-Denis-de-Cabanne |
| Saint-Nizier-sous-Charlieu | Charlieu                              |                        |
|                            | Pouilly-sous-Charlieu                 | Chandon                |

## Toponymie
La ville tire son nom de l'abbaye fondée vers 870 par les moines Bénédictins. Ils la nomment « Carus Locus » qui signifie « Cher lieu » en latin.
Pendant la Révolution française, la ville change brièvement de nom en novembre - décembre 1793 et devient Chalier, en mémoire du conventionnel lyonnais Marie Joseph Chalier.

## Histoire
L'abbaye de Charlieu, fondée par Ratbert, évêque de Valence (859-880), dépendait de l'abbaye de Cluny en 932. En 946, le monastère était sous le vocable de Saint Étienne. Il fut réduit en prieuré par le pape Pascal II en 1100.
Ville prospère, elle est peuplée de marchands et d'artisans, tisserands bien souvent. Au XIIe siècle, ses bourgeois édifient une église paroissiale, dédiée à saint Philibert.
En 1210, Philippe Auguste acquiert Charlieu et constitue là une enclave du domaine royal et la fait tout naturellement fortifier aussitôt.
Au XVe siècle, Charlieu joue un rôle important durant le conflit entre les Armagnacs et les Bourguignons. C'est aussi l'époque où, le trafic routier se détournant, l'essor de la ville s'essouffle. Il reprend avec l'implantation du tissage de la soie en 1827.
De cette riche histoire, la ville a conservé des maisons en pierre jaune, tirée de la carrière de Saint-Denis-de-Cabanne (XIIIe siècle), de pittoresques maisons à pans de bois en encorbellements (XIVe au XVe siècle) ou de style Renaissance et classique.

### Liste des maires

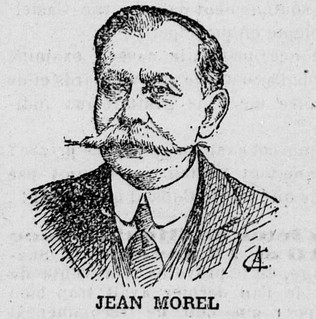
Jean Morel, maire de 1896 à 1919.

## Politique et administration

### Jumelages
- Eningen unter Achalm (Allemagne) depuis 1968
- Calne (Royaume-Uni) depuis 1970

## Population et société

### Démographie

#### Évolution démographique
L'évolution du nombre d'habitants est connue à travers les recensements de la population effectués dans la commune depuis 1793. Pour les communes de moins de 10 000 habitants, une enquête de recensement portant sur toute la population est réalisée tous les cinq ans, les populations de référence des années intermédiaires étant quant à elles estimées par interpolation ou extrapolation. Pour la commune, le premier recensement exhaustif entrant dans le cadre du nouveau dispositif a été réalisé en 2004.

En 2022, la commune comptait 3 703 habitants, en évolution de +1,4 % par rapport à 2016 (Loire : +1,32 %, France hors Mayotte : +2,11 %).
| 1793  | 1800  | 1806  | 1821  | 1831  | 1836  | 1841  | 1846  | 1851  |
| ----- | ----- | ----- | ----- | ----- | ----- | ----- | ----- | ----- |
| 2 600 | 2 829 | 2 354 | 2 404 | 3 424 | 3 492 | 3 689 | 3 990 | 3 984 |

| 1856  | 1861  | 1866  | 1872  | 1876  | 1881  | 1886  | 1891  | 1896  |
| ----- | ----- | ----- | ----- | ----- | ----- | ----- | ----- | ----- |
| 3 802 | 3 936 | 3 890 | 3 879 | 4 139 | 5 720 | 5 351 | 5 247 | 5 359 |

| 1901  | 1906  | 1911  | 1921  | 1926  | 1931  | 1936  | 1946  | 1954  |
| ----- | ----- | ----- | ----- | ----- | ----- | ----- | ----- | ----- |
| 5 406 | 5 008 | 5 354 | 5 046 | 5 117 | 5 263 | 5 038 | 4 976 | 5 069 |

| 1962  | 1968  | 1975  | 1982  | 1990  | 1999  | 2004  | 2006  | 2009  |
| ----- | ----- | ----- | ----- | ----- | ----- | ----- | ----- | ----- |
| 4 911 | 4 923 | 4 789 | 4 322 | 3 727 | 3 582 | 3 727 | 3 649 | 3 680 |

| 2014  | 2019  | 2022  | - | - | - | - | - | - |
| ----- | ----- | ----- | - | - | - | - | - | - |
| 3 700 | 3 695 | 3 703 | - | - | - | - | - | - |

#### Pyramide des âges
La population de la commune est relativement âgée.
En 2018, le taux de personnes d'un âge inférieur à 30 ans s'élève à 30,7 %, soit en dessous de la moyenne départementale (35,0 %). À l'inverse, le taux de personnes d'âge supérieur à 60 ans est de 35,4 % la même année, alors qu'il est de 28,4 % au niveau départemental.
En 2018, la commune comptait 1 681 hommes pour 2 000 femmes, soit un taux de 54,33 % de femmes, largement supérieur au taux départemental (51,65 %).
Les pyramides des âges de la commune et du département s'établissent comme suit.
| Hommes | Classe d’âge | Femmes |
| ------ | ------------ | ------ |
| 1,4    | 90 ou +      | 5,0    |
| 9,5    | 75-89 ans    | 15,7   |
| 19,3   | 60-74 ans    | 19,1   |
| 19,7   | 45-59 ans    | 18,9   |
| 15,8   | 30-44 ans    | 13,6   |
| 19,4   | 15-29 ans    | 14,6   |
| 14,8   | 0-14 ans     | 13,1   |

| Hommes | Classe d’âge | Femmes |
| ------ | ------------ | ------ |
| 0,8    | 90 ou +      | 2,3    |
| 8      | 75-89 ans    | 11     |
| 17,1   | 60-74 ans    | 18,2   |
| 19,5   | 45-59 ans    | 18,7   |
| 17,5   | 30-44 ans    | 17     |
| 17,9   | 15-29 ans    | 16     |
| 19     | 0-14 ans     | 16,8   |

## Économie et emploi
Catégories socioprofessionnelles des ménages, selon la personne de référence, en 2013 (INSEE) :
| Catégorie socio-professionnelle                   | Nombre de ménages | %       | Population des ménages | %       |
| ------------------------------------------------- | ----------------- | ------- | ---------------------- | ------- |
| Ensemble                                          | 1 895             | 100,00% | 3 524                  | 100,00% |
| Agriculteurs exploitants                          | 0                 | 0,%     | 0                      | 0 %     |
| Artisans, commerçants, chefs d'entreprise         | 85                | 4,5%    | 226                    | 6,4%    |
| Cadres et professions intellectuelles supérieures | 100               | 5,3%    | 256                    | 7,3%    |
| Professions intermédiaires                        | 160               | 8,5%    | 416                    | 11,8%   |
| Employés                                          | 321               | 16,9%   | 577                    | 16,4%   |
| Ouvriers                                          | 428               | 22,6%   | 874                    | 24,8%   |
| Retraités                                         | 700               | 36,9%   | 996                    | 28,3%   |
| Autres personnes sans activité professionnelle    | 100               | 5,3%    | 180                    | 5,1 %   |

Établissements actifs par secteur d'activité au 31 décembre 2014 :
|                                                              | Total | %     | 0 salarié | 1 à 9 salarié(s) | 10 à 19 salariés | 20 à 49 salariés | 50 salariés ou + |
| ------------------------------------------------------------ | ----- | ----- | --------- | ---------------- | ---------------- | ---------------- | ---------------- |
| Ensemble                                                     | 1707  | 100,0 | 500       | 277              | 282              | 530              | 110              |
| Agriculture, sylviculture et pêche                           | 5     | 0,3   | 5         | 0                | 0                | 0                | 0                |
| Industrie                                                    | 432   | 25,3  | 71        | 66               | 79               | 106              | 110              |
| Construction                                                 | 77    | 4,5   | 62        | 15               | 0                | 0                | 0                |
| Commerce, transport, service divers                          | 487   | 28,5  | 295       | 130              | 0                | 62               | 0                |
| dont commerce et réparation automobile                       | 156   | 9,1   | 126       | 30               | 0                | 0                | 0                |
| Administration publique, enseignement, santé, action sociale | 706   | 41,4  | 75        | 66               | 203              | 362              | 0                |

### Climat
Pour des articles plus généraux, voir Climat d'Auvergne-Rhône-Alpes et Climat de la Loire.
En 2010, le climat de la commune est de type climat océanique dégradé des plaines du Centre et du Nord, selon une étude du Centre national de la recherche scientifique s'appuyant sur une série de données couvrant la période 1971-2000. En 2020, Météo-France publie une typologie des climats de la France métropolitaine dans laquelle la commune est exposée à un climat de montagne ou de marges de montagne et est dans la région climatique Centre et contreforts nord du Massif Central, caractérisée par un air sec en été et un bon ensoleillement.
Pour la période 1971-2000, la température annuelle moyenne est de 10,8 °C, avec une amplitude thermique annuelle de 17,2 °C. Le cumul annuel moyen de précipitations est de 806 mm, avec 10,4 jours de précipitations en janvier et 7,4 jours en juillet. Pour la période 1991-2020, la température moyenne annuelle observée sur la station météorologique installée sur la commune est de 11,6 °C et le cumul annuel moyen de précipitations est de 769,3 mm,. Pour l'avenir, les paramètres climatiques de la commune estimés pour 2050 selon différents scénarios d'émission de gaz à effet de serre sont consultables sur un site dédié publié par Météo-France en novembre 2022.
| Mois                                  | jan.          | fév.           | mars           | avril         | mai             | juin          | jui.         | août           | sep.          | oct.            | nov.             | déc.          | année    |
| ------------------------------------- | ------------- | -------------- | -------------- | ------------- | --------------- | ------------- | ------------ | -------------- | ------------- | --------------- | ---------------- | ------------- | -------- |
| Température minimale moyenne (°C)     | −0,1          | −0,2           | 1,5            | 4             | 8,1             | 11,5          | 13,2         | 12,7           | 9,2           | 7               | 2,7              | 0,5           | 5,8      |
| Température moyenne (°C)              | 3,8           | 4,5            | 7,5            | 10,5          | 14,5            | 18,3          | 20,2         | 19,9           | 15,8          | 12,5            | 7,2              | 4,4           | 11,6     |
| Température maximale moyenne (°C)     | 7,7           | 9,3            | 13,5           | 17            | 21              | 25,1          | 27,1         | 27,1           | 22,5          | 17,9            | 11,7             | 8,3           | 17,4     |
| Record de froid (°C) date du record   | −16 13.01.03  | −15,5 05.02.12 | −14,6 01.03.05 | −8,2 08.04.03 | −1,8 15.05.1995 | 1,3 03.06.06  | 4,3 17.07.00 | 1,1 30.08.1998 | −1 30.09.1995 | −9,2 30.10.1997 | −10,8 23.11.1993 | −15 30.12.05  | −16 2003 |
| Record de chaleur (°C) date du record | 19,6 10.01.15 | 22,9 25.02.21  | 26,5 31.03.21  | 30 30.04.05   | 33,6 25.05.09   | 39,5 27.06.19 | 41 24.07.19  | 40,4 12.08.03  | 35,3 14.09.20 | 30,3 04.10.04   | 24,9 08.11.15    | 19,3 17.12.15 | 41 2019  |
| Précipitations (mm)                   | 56            | 43,6           | 45,9           | 58,1          | 82,5            | 66,9          | 71,1         | 73,5           | 63,3          | 73,7            | 76,1             | 58,6          | 769,3    |

## Urbanisme

### Typologie
Au 1er janvier 2024, Charlieu est catégorisée bourg rural, selon la nouvelle grille communale de densité à sept niveaux définie par l'Insee en 2022.
Elle appartient à l'unité urbaine de Charlieu, une agglomération intra-départementale regroupant quatre  communes, dont elle est ville-centre,,. Par ailleurs la commune fait partie de l'aire d'attraction de Roanne, dont elle est une commune de la couronne,. Cette aire, qui regroupe 88 communes, est catégorisée dans les aires de 50 000 à moins de 200 000 habitants,.

### Occupation des sols
L'occupation des sols de la commune, telle qu'elle ressort de la base de données européenne d’occupation biophysique des sols Corine Land Cover (CLC), est marquée par l'importance des territoires agricoles (70,1 % en 2018), en diminution par rapport à 1990 (73,6 %). La répartition détaillée en 2018 est la suivante :
prairies (58,6 %), zones urbanisées (26,8 %), zones agricoles hétérogènes (11,5 %), forêts (2,6 %), zones industrielles ou commerciales et réseaux de communication (0,4 %). L'évolution de l’occupation des sols de la commune et de ses infrastructures peut être observée sur les différentes représentations cartographiques du territoire : la carte de Cassini (XVIIIe siècle), la carte d'état-major (1820-1866) et les cartes ou photos aériennes de l'IGN pour la période actuelle (1950 à aujourd'hui).

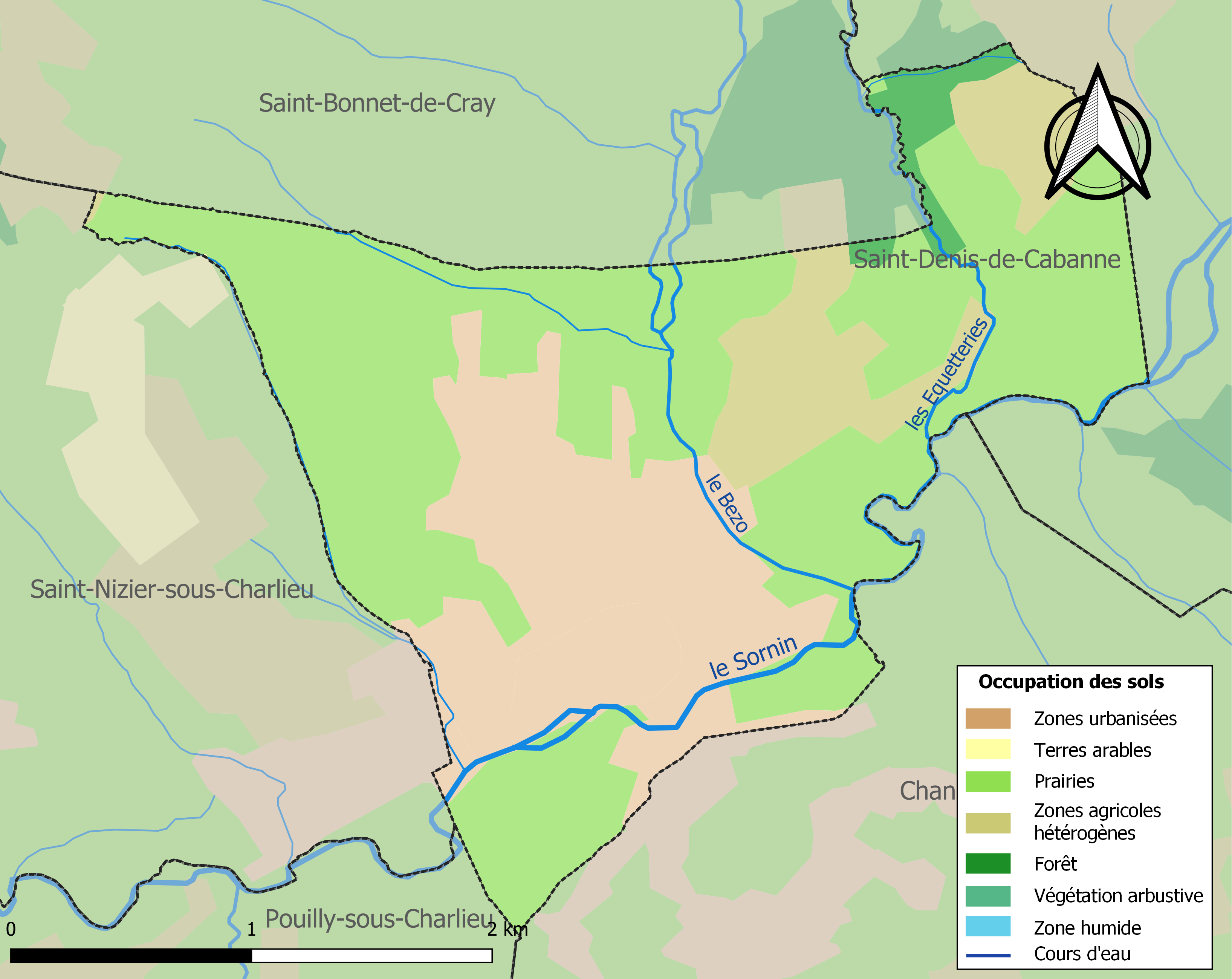
Carte des infrastructures et de l'occupation des sols de la commune en 2018 (CLC).

### Espaces verts et fleurissement
En 2014, la commune obtient le niveau « deux fleurs » au concours des villes et villages fleuris.

## Culture locale et patrimoine

### Lieux et monuments

#### Patrimoine culturel
- Abbaye Saint-Fortuné : abbaye bénédictine fondée en 872 par l’évêque de Valence puis rattachée à l'abbaye de Cluny vers 930. L'église du IXe siècle tombant en ruines, sa travée est reprise dans un édifice du XIe siècle. Elle présente des portails romans du XIe siècle et du XIIe siècle, en ouest et nord avec le Christ en majesté, et un narthex du XIIe siècle. Le cloître est du XVe siècle et l'hôtel et la chapelle du prieur sont du XVIe siècle, construits sur une base romane. L'abbaye a été classé au titre des monuments historiques en 1862[29].
- Couvent des Cordeliers : ancien couvent de franciscains arrivés à Saint-Nizier sous Charlieu en 1250, le couvent fut édifié à partir de 1280. De style gothique, il subsiste encore aujourd'hui le cloître du XIVe siècle, l'église, la bibliothèque, ainsi qu'une chapelle.
- Église Saint-Philibert : la première mention de l'église date de 1238, l'avant chœur est du début du XVe siècle ; la nef et les bas-côtés datent de la fin du XIVe siècle et du début du XVe siècle. Les chapelles adossées aux bas-côtés sont de la fin du XVe siècle et du début du XVIe siècle. Les deux dernières travées sont achevées en 1864. Certains vitraux datant de 1866 et 1867 ont été réalisés par Émile Thibaud[30]. L'église a également un carillon de 18 cloches automatique et manuel  (le plus grand du département). L'édifice a été inscrit au titre des monuments historiques en 1930[31].
- Petit séminaire Saint-Gildas : actif de 1906 à 1973, où Jules Monchanin et Jules Saliège étaient parmi les prêtres encadrants.
- Maisons de Charlieu des XIIIe et XIVe siècles ; les plus remarquables sont situées rue Chanteloup, rue Farinet, rue Charles de Gaulle, rue Grenette, place Saint-Philibert, rue Jean Morel[32].

#### Musées
- Musée de la Soierie : depuis un siècle et demi, la ville de Charlieu est réputée pour ses exceptionnelles étoffes de soie. En 1992, un musée de la Soierie s’est installé dans l’ancien Hôtel-Dieu de Charlieu, beau bâtiment du XVIIIe siècle[33]. Il bénéficie du label « musée contrôlé » décerné par le ministère de la Culture. Du métier à tisser en bois au métier à jet d’air, le musée présente l’évolution technologique et l’activité des tisseurs du Charluais depuis le début du XIXe siècle, au moyen de matériel en fonctionnement, ainsi que de nombreux vêtements et accessoires de soie. Le fleuron de la production des entreprises locales pour la haute couture et l’ameublement haut de gamme, est exposé au musée qui organise aussi, régulièrement des stages « Découverte des étoffes anciennes ». Un atelier intégré à l’établissement produit des objets originaux destinés à la boutique.
- Musée Hospitalier : créé en 1995, dans l’ancien Hôtel-Dieu, beau bâtiment du XVIIIe siècle[34]. La maternité d’alors a fonctionné jusqu’en 1976 et l’hôpital jusqu’en 1981. Reconstitutions de salles de la fin du XIXe siècle aux années 1950 : l’apothicairerie (classée monument historique) avec ses boiseries, ses tiroirs à plantes et son ensemble de pots en faïence du XVIIIe siècle à décor bleu, les salles d’opérations, d’examens et de soins, la lingerie et la grande salle des malades avec ses alignements de lits. La dimension religieuse est également évoquée par la présence de la chapelle avec son magnifique retable en bois doré (classé monument historique).

### Événement culturel
- Fête de la Corporation des Tisserands[35],[36] : attestée depuis plus de 400 ans, la corporation (anticipation de ce que seront les syndicats) fête sa patronne Notre-Dame de Septembre le deuxième dimanche de septembre. Elle demeure la seule en France à vendre aux enchères des charges royales de roi, reine, dauphin, dauphine (enfants de moins de 6 ans). Une procession se déroule dans la ville avant la messe solennelle. Elle comporte : la bannière de la corporation, un brancard avec une Vierge en argent, et un modèle réduit de métier à tisser portés par les syndics de la corporation. Les royautés président cette procession dans un carrosse royal. Leurs costumes sont confectionnés sur mesure dans un style choisi par les parents. Toute leur cour est également costumée : parents, grands-parents, frères et sœurs, parrains, marraines, dans le style de l'époque choisie. Pendant la messe on distribue le pain bénit. Tout le monde peut adhérer à la corporation, en achetant le jour de la fête une brioche qui est alors une cotisation appelée groue.

### Gastronomie
- L'andouille de Charlieu est la spécialité gastronomique locale. Elle est à base de cœur et de viande de porc, parfois de panse, qui ont mariné dans du vin rouge, avec sel, poivre et épices, puis embossés dans un cæcum avant d'être passés à l'étuve pendant 5 à 6 jours[37].

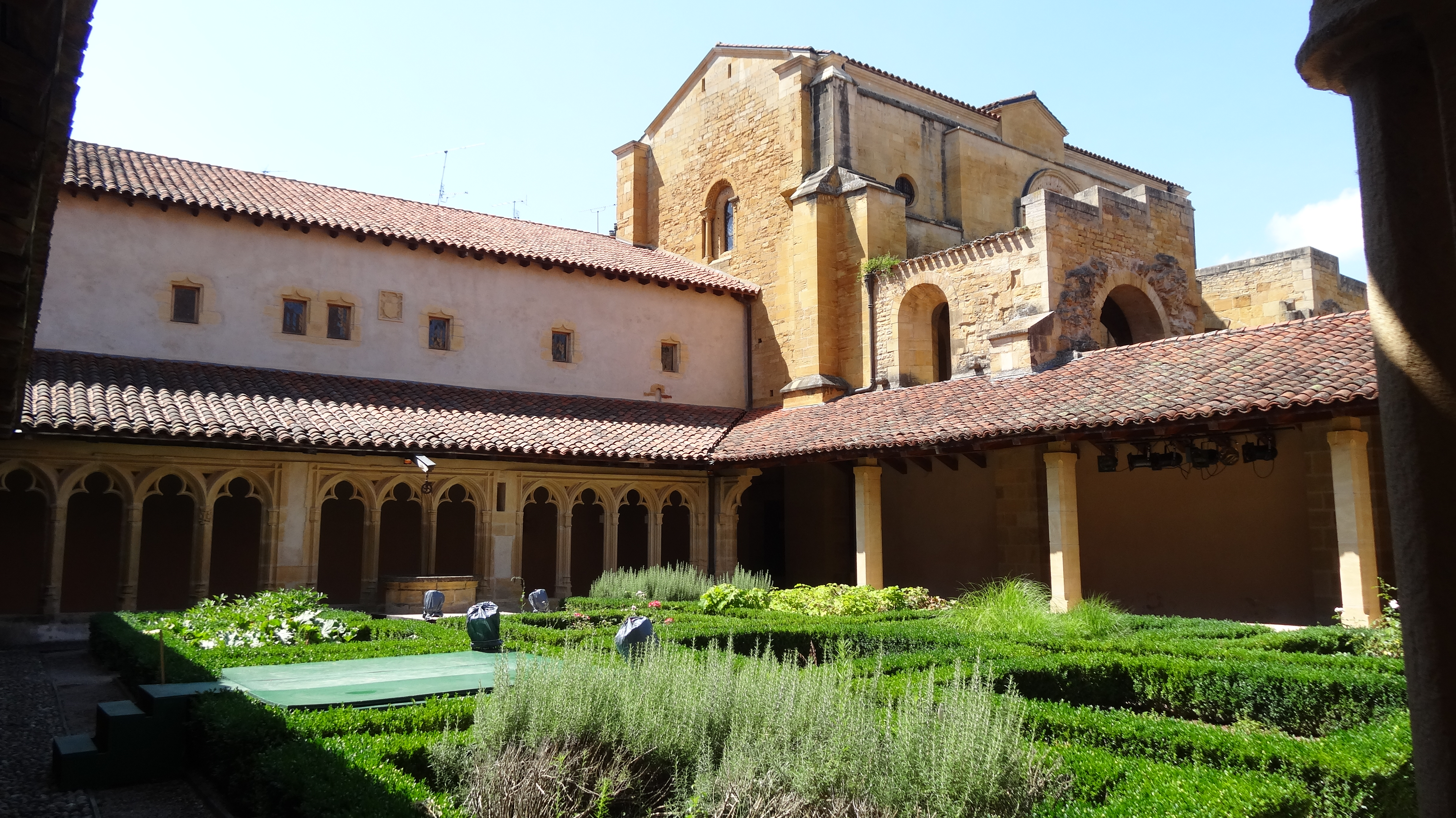
L'abbaye Saint-Fortuné.
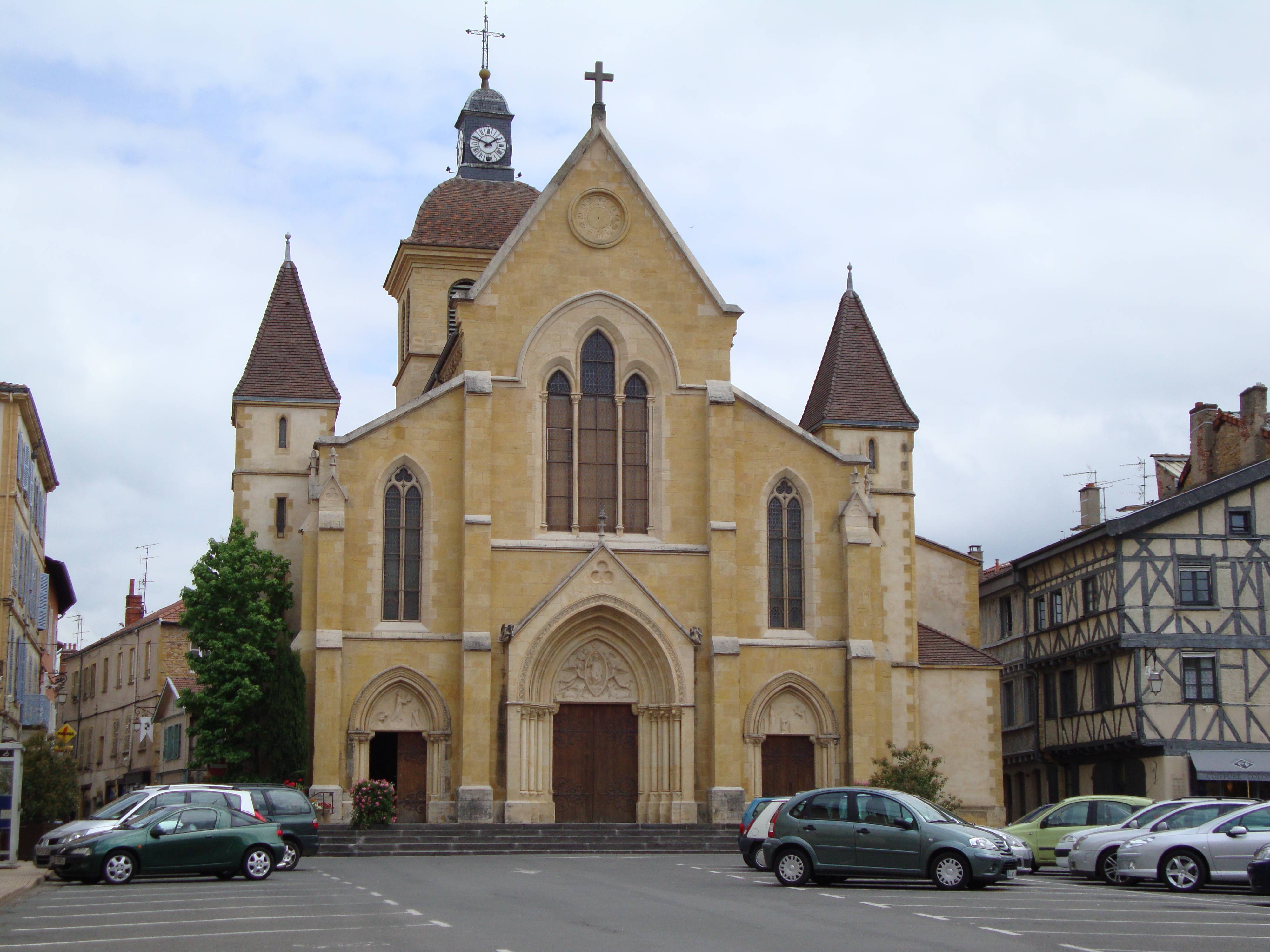
L'église Saint-Philibert.
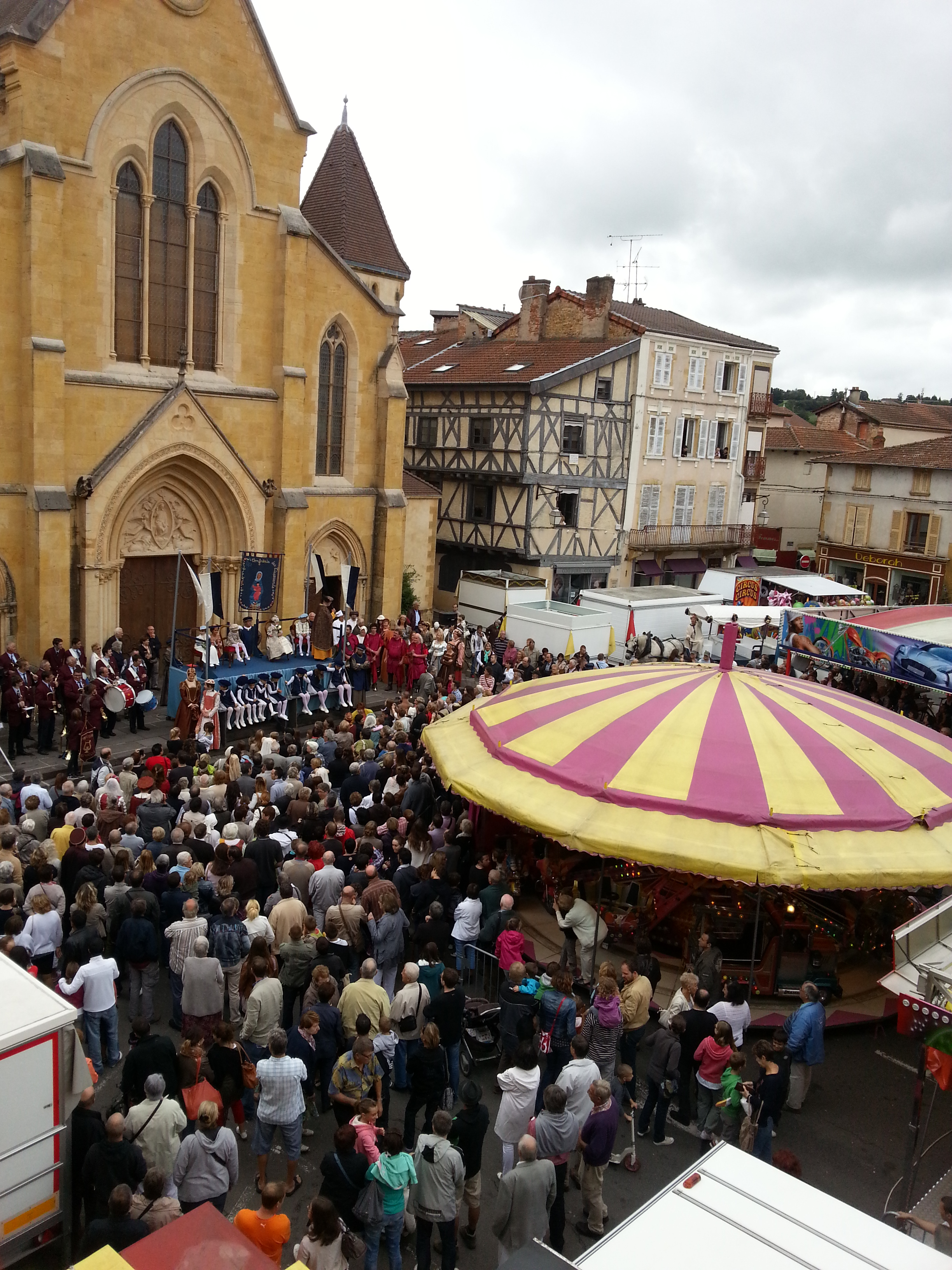
Les fêtes de la soierie.
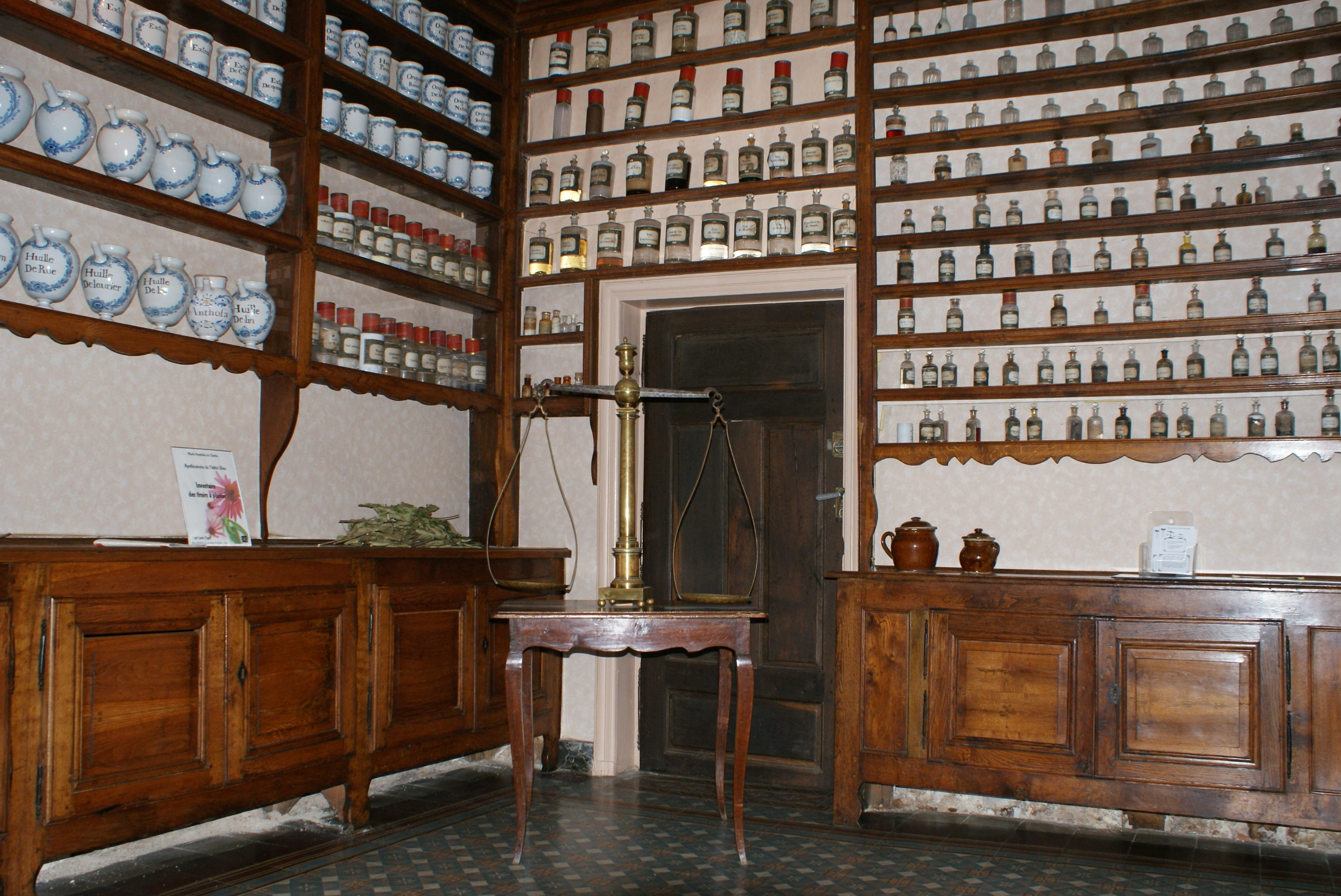
L'apothicairerie du musée Hospitalier.
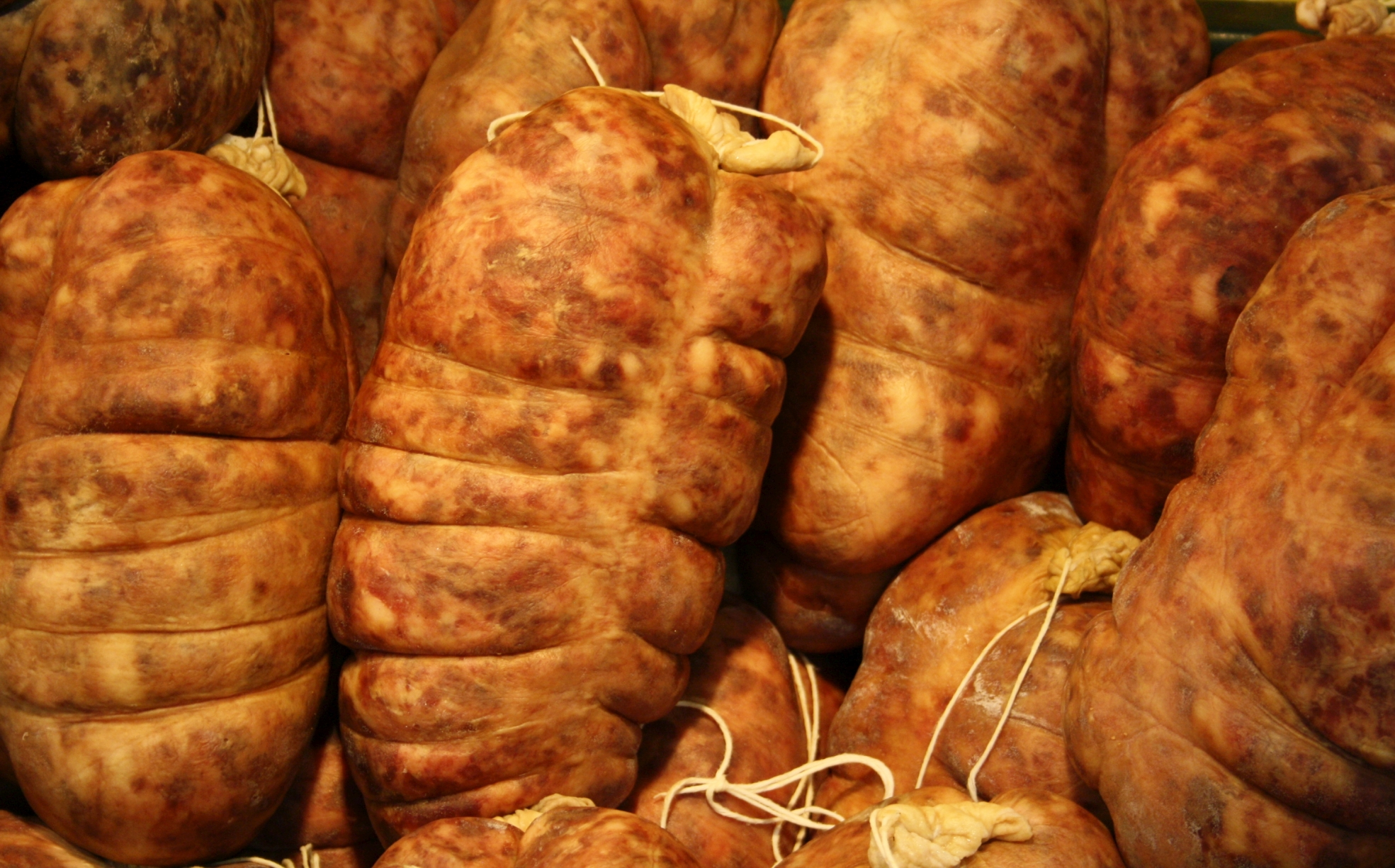
Andouilles de Charlieu.

### Sports
- Amicale laïque de Charlieu : association sportive regroupant 12 sections : basket, boules, course sur route, haltérophilie, pétanque, tennis de table, musculation, judo, gymnastique, tarot, philatélie et patrimoine, retraités.
- Stade Charliendin (construit en 1928) : football.

### Personnalités liées à la commune
- Michel Servet (1511-1553), médecin et théologien espagnol, il vécut probablement à Charlieu en 1542. Le collège de la commune porte son nom.
- François Laurent Michelet de Rochemont (1756-1828), homme politique, né à Charlieu.
- Frédéric Millet (1786-1859), peintre français, né à Charlieu.
- Pierre-Adrien Chabal-Dussurgey[38] (1819-1902), dessinateur et directeur de la Manufacture de tapisserie de Beauvais, né à Charlieu.
- Paul Gerbay (1835-1891), pharmacien, homme politique, président du tribunal de commerce de Roanne et maire de Saint-Nizier-sous-Charlieu, né à Charlieu.
- Armand Charnay (1844-1915), peintre, né à Charlieu.
- Jean Morel (1854-1927), pharmacien, homme politique (dont ministre des Colonies) et maire de Charlieu pendant 23 ans.
- Marie-Simone Capony (1894-2007), doyenne des Français du 12 août 2006 au 15 septembre 2007, née à Charlieu.
- Maurice Tissandier (1917-2009), chirurgien et homme politique, né à Charlieu.
- Albert Fleury[39] (1923-2006), poète, lauréat du prix de l'Académie du Vernet en 1956 pour son roman Passage d'Angeline, né à Charlieu.
- Henri Villecourt (né en 1938), joueur de basket-ball, il participa au championnat d'Europe de 1959 et aux Jeux olympiques d'été de 1960, né à Charlieu.
- Maurice Depaix (né en 1939), homme politique, né à Charlieu.
- Georges Pralus (1940-2014), chef cuisinier et inventeur de la cuisine sous vide, né à Charlieu.
- Joëlle Bergeron (née en 1949), femme politique, née à Charlieu.
- Jean-Marc Ferreri (né en 1962), footballeur et commentateur sportif, né à Charlieu.
- Thierry Brigaud, (né en 1963), médecin et ancien président de Médecins du monde, né à Charlieu.
- Éric Aupol (né en 1969), photographe, né à Charlieu.
- Henri Bouillard (1908-1981), théologien jésuite français

### Héraldique
|  | Les armoiries de Charlieu se blasonnent ainsi : Écartelé d'argent et de sable. |